# 50e corps d'armée (Chine)
Pour les articles homonymes, voir 50e corps d'armée.
Le 50e corps d'armée chinois est un corps de l'Armée populaire de libération. Il participa à la guerre civile chinoise et à la guerre de Corée.